# Chrysocyon
Chrysocyon este un gen de mamifere din familia Canidae, din care face parte lupul cu coamă, cel mai mare canid din America de Sud. Este un animal aproape pe cale de dispariție, din cauza distrugerii habitatului. Acesta este singurul membru al familiei lui care vânează singur.